# Synagoge Vantoux (Moselle)

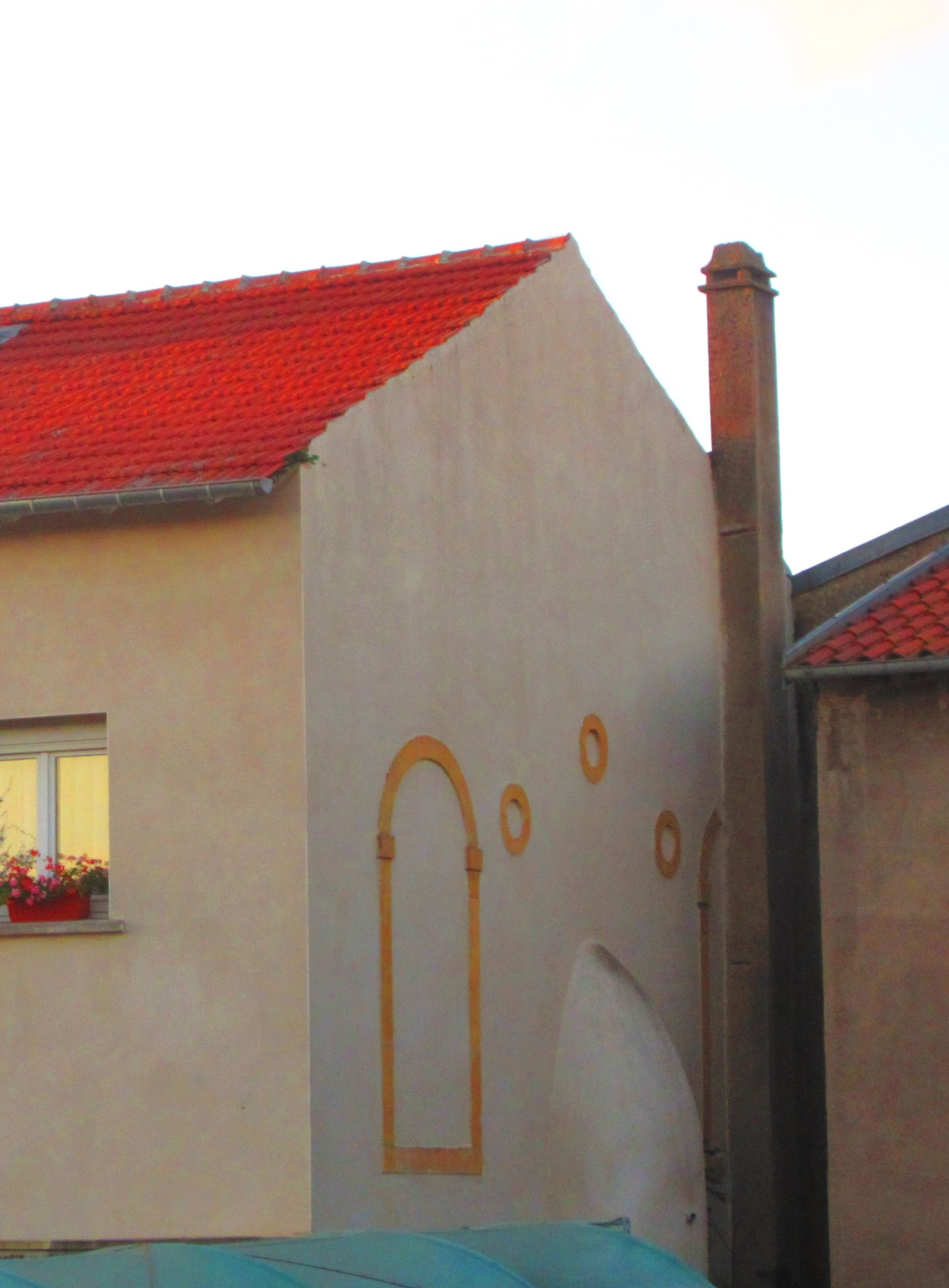
Synagoge in Vantoux

Die Synagoge in Vantoux, einer französischen Gemeinde im Département Moselle in der historischen Region Lothringen, wurde im 19. Jahrhundert errichtet. Die profanierte Synagoge befindet sich in der Rue Jean Julien Barbe.
Sie wurde bis 1929 zum Gottesdienst genutzt. Das Synagogengebäude ist anhand von Architekturelementen, wie drei Rundfenster, zu erkennen.